# Trouwkerkje

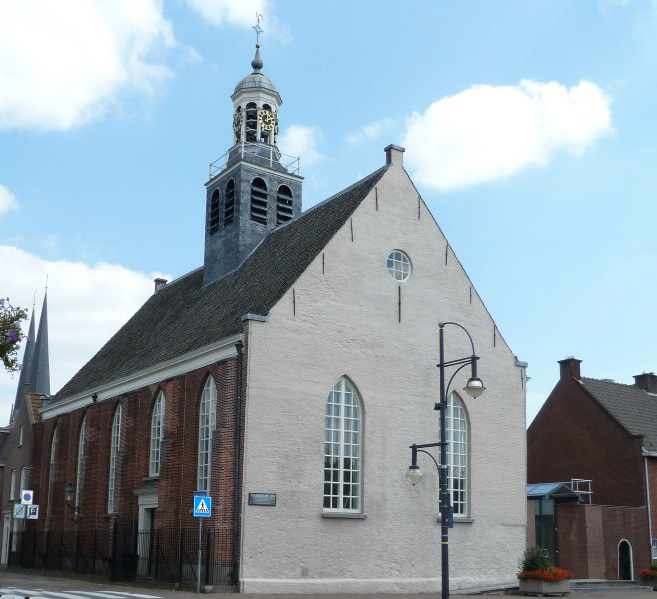
Trouwkerkje Leur

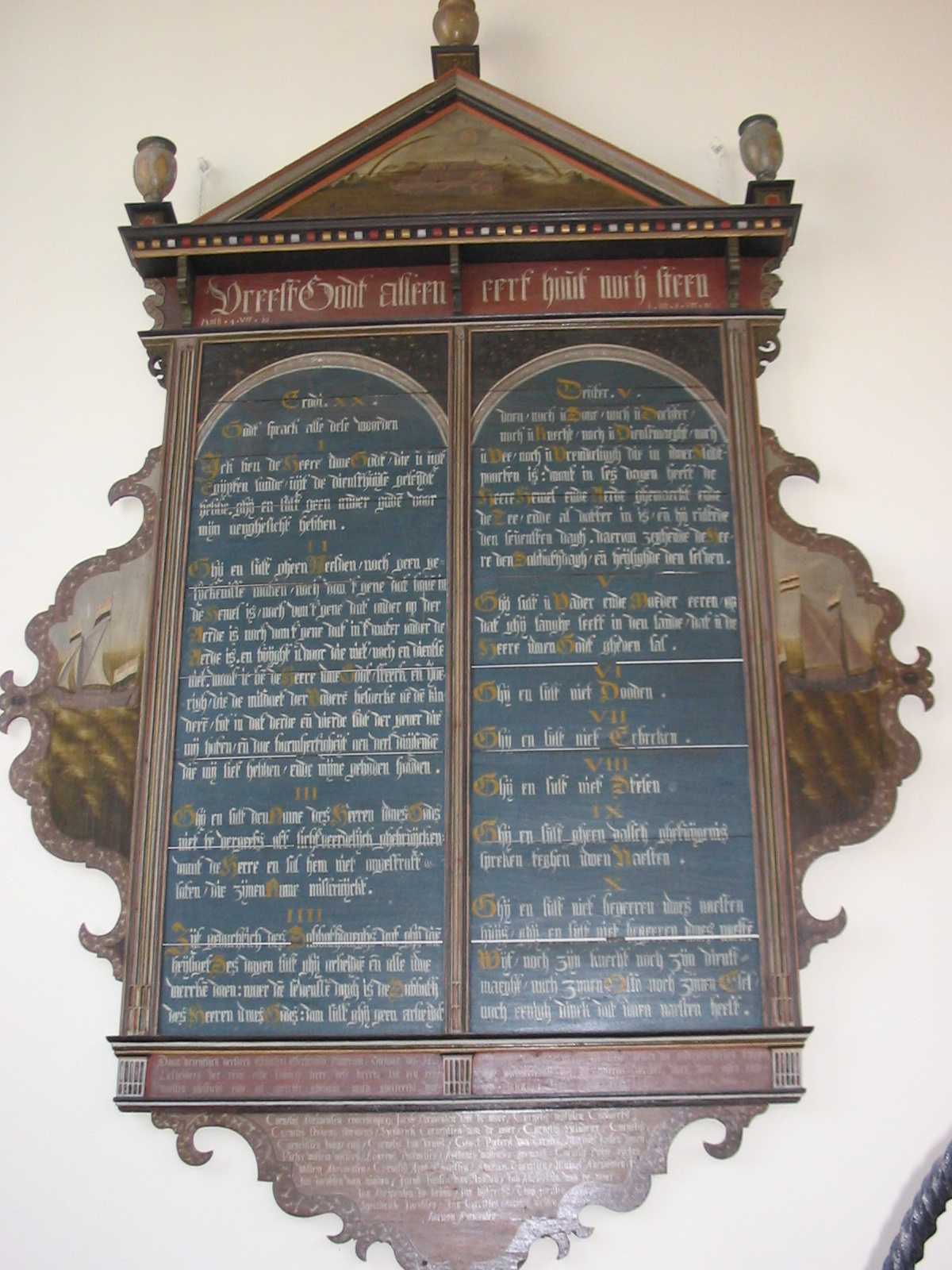
Tien Gebodenbord Trouwkerkje Leur

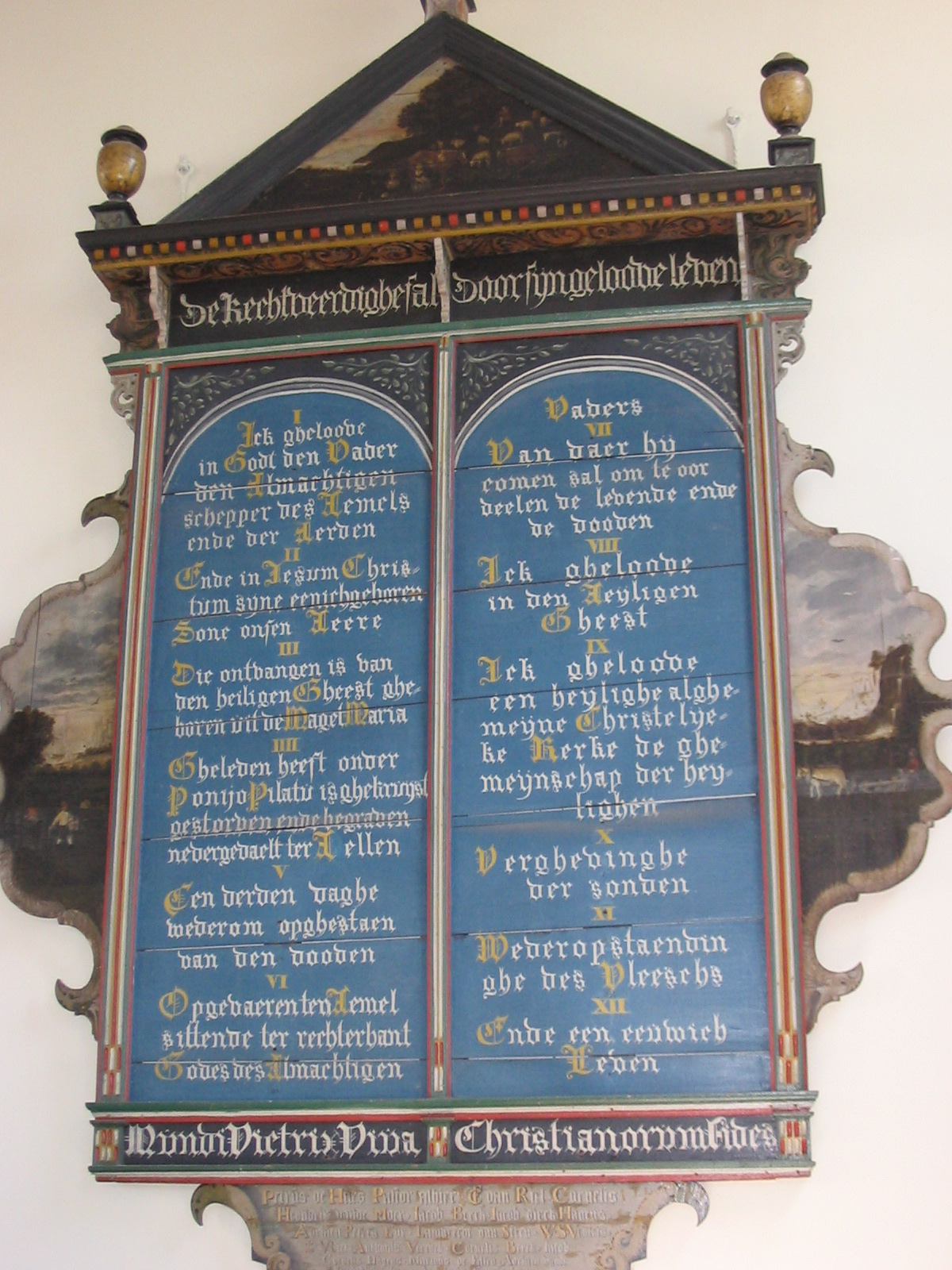
Geloofsbelijdenis bord Trouwkerkje Leur

Het Trouwkerkje is de voormalige Nederlands-hervormde kerk van Leur. Het gebouw bevindt zich aan het Van Bergenplein 1 en het stamt uit 1614.

## Geschiedenis
Reeds in 1284 werd te Leur een kapel gesticht die gewijd was aan de Heilige Maagd en het Heilig Kruis. Deze kapel was een dochterkerk van de kerk van Etten. Tijdens de Tachtigjarige Oorlog werd de kapel door oorlogsgeweld door de Spanjaarden (nota bene) verwoest, en wel in 1584. In 1614 werd ze als hervormde zaalkerk herbouwd. Hoogstwaarschijnlijk met bijdragen van Adriaen van Bergen, de bekende Turfschipper uit Leur, die het, met zijn list met het later zogenoemdeTurfschip van Breda, voor Prins Maurits van Oranje mogelijk maakte om Breda te ontzetten in 1590. Omstreeks 1650 werd een eikenhouten preekstoel, een doophek en een koperen lessenaar in de kerk geplaatst. In 1697 werd aan deze zaalkerk nog een zuidbeuk toegevoegd. In 1714 vonden herstelwerkzaamheden plaats en werd de kerk van een dakruiter voorzien. In 1717 werd de kerk verrijkt met een Jacobus Zeemansorgel.
Begin 19e eeuw werden de beide beuken samengevoegd onder een zadeldak, waardoor weer een zaalkerk ontstond. Van april tot december 1881 verbleef Vincent van Gogh enige tijd in de pastorie van Leur. Hij ging in de omgeving schetsen samen met ds. Kam, met wiens kinderen hij bevriend was.
De kerk werd nog hersteld in 1927, terwijl in 1935 een torenuurwerk werd aangebracht. In 2000 volgde een uitbreiding van het carillon van 18 tot 32 klokken. Het originele torenuurwerk is inmiddels gerestaureerd en beneden in het kerkje geplaatst.
Sinds 1970 vervulde het kerkje geen functie in de eredienst meer, daar kerkgebouw De Baai daartoe in gebruik werd genomen. Het kerkje wordt sinds 1971 gebruikt als trouwlocatie en voor het geven van orgelconcerten en exposities.

## Interieur
Tegenwoordig wordt de ruimte overspannen door een tongewelf dat rust op Toscaanse wandzuilen. Het interieur van de kerk bevat, naast de reeds genoemde zaken, drie rijk versierde tekstborden, namelijk een Tiengebodenbord uit 1616, een bord dat de Geloofsbelijdenis bevat (1643) en een bord dat de tekst van het Onzevader toont, uit 1648.
Voorts zijn er antieke grafzerken, onder andere een voor burgemeester Willem Servaas Swrijters en zijn vrouw Maria Cornelia Corncooper, uit 1663, en een voor de ouders en echtgenote van schout Cornelis Corncoper uit 1717. De kerkbanken zijn voorzien van neogotische briefpanelen.